# Vanity Fair (revista)
Vanity Fair é uma revista americana sobre cultura pop, moda e política, publicada pela editora Condé Nast Publications. A Vanity Fair atual vem sendo publicada desde 1983, e já teve edições em quatro países europeus diferentes além da edição americana. A revista ressuscitou o título, que havia deixado de ser usado desde que a revista homônima havia deixado de publicar em 1935, depois de sofrer os efeitos da Grande Depressão.